# Exposición Internacional de Turín (1961)
La Exposición Especializada de Turín de 1961 estuvo regulada por la Oficina Internacional de Exposiciones y tuvo lugar del 1 de mayo al 31 de octubre de dicho año en la ciudad italiana de Turín. La exposición tuvo como tema la celebración del centenario de la Unificación italiana. Tuvo una superficie de 30 hectáreas y fue construida en el margen izquierda del río Po, a su paso por la ciudad.